# Niels Henriksen
Niels Laulund Henriksen (Gentofte 4 februari 1966) is een voormalig Deens roeier. Henriksen begon zijn carrière in de lichte-acht en won in deze boot twee zilveren medailles op de Wereldkampioenschappen roeien. Bij de Wereldkampioenschappen roeien 1994 nam Henriksen plaats in de Olympische lichte-vier-zonder en werd gelijk wereldkampioen. Een jaar later won Henriksen de zilveren medaille op de Wereldkampioenschappen roeien 1995. Henriksen maakte zijn debuut op de Olympische Zomerspelen 1996 en de gouden medaille in de lichte-vier-zonder-stuurman.

## Resultaten
- Wereldkampioenschappen roeien 1989 in Bled  in de lichte-acht
- Wereldkampioenschappen roeien 1993 in Račice  in de lichte-acht
- Wereldkampioenschappen roeien 1994 in Indianapolis  in de lichte-vier-zonder-stuurman
- Wereldkampioenschappen roeien 1995 in Tampere  in de lichte-vier-zonder-stuurman
- Olympische Zomerspelen 1996 in Atlanta  in de lichte-vier-zonder-stuurman

1996: Victor Feddersen & Niels Henriksen & Thomas Poulsen & Eskild Ebbesen ·
2000: Laurent Porchier & Jean-Christophe Bette & Yves Hocdé & Xavier Dorfman ·
2004: Thor Kristensen & Thomas Ebert & Stephan Mølvig  & Eskild Ebbesen ·
2008: Mads Kruse Andersen & Eskild Ebbesen & Thomas Ebert & Morten Jørgensen·
2012: James Thompson & Matthew Brittain & John Smith & Sizwe Ndlovu ·
2016: Mario Gyr & Simon Niepmann & Simon Schürch & Lucas Tramèr